# 16675 Torii
16675 Torii este o planetă minoră (asteroid) din centura de asteroizi. A fost descoperită pe 8 februarie 1994 la Kitami de Kin Endate. 
Obiectul prezintă o orbită caracterizată de o semiaxă mare de 2,3282512 UAi, o excentricitate de 0,09, o înclinație de 7,96843 ° în raport cu ecliptica.